# دورة المستذئب (رواية)
دورة المستذئب (بالإنجليزية: Cycle of the Werewolf)‏ هي رواية رعب قصيرة للكاتب الأميركي ستيفن كينغ، تحوي رسومًا توضيحية لرسام القصص المصورة بيرني رايتسون. يمثل كل فصل فيها قصة قصيرة بحد ذاتها. وهي تروي قصة مستذئب يطارد الناس كلما أصبح القمر بدرًا مرةً في الشهر. نُشرت كنسخة محدودة بغلاف مقوى في عام 1983 من قبل لاند إنتشنمنت، ثم في عام 1985 للتجارة في السوق الواسعة بغلاف ورقي من قبل سيغنت. كتب كينغ أيضًا سيناريو الفيلم المقتبس عنها، سيلفر بوليت (1985).

## الملخص
تدور أحداث القصة في بلدة خيالية في تاركرز ميلز، مين. يمثل كل فصل منها شهرًا على التقويم. يقوم المستذئب عند كل اكتمال للقمر بقتل السكان المحليين بشراسة، وعدا ذلك تعيش البلدة المستقرة في خوف. بطل الرواية مارتي كوسلو، صاحب العشر أعوام، قعيد على كرسي متحرك. تستمر القصة ذهابًا وإيابًا بين الحوادث المرعبة وحياة الشاب مارتي اليومية وكيفية تأثير الرعب على حياته.
أول ضحية للمستذئب هو عامل سكك حديدية مخمور. الضحية الثانية امرأة تفكر بالانتحار، يليها مسافر برحلات الأوتوستوب، ورجل عنيف، وأحد أصدقاء مارتي في حديقة المدينة، وقطيع خنازير في مزرعة محلية، ونائب مأمور الشرطة بينما كان يجلس في سيارته، وأخيرًا صاحب مطعم.
في يوليو، أُلغيت الألعاب النارية الخاصة بيوم الاستقلال. أزعج هذا الأمر مارتي بشدة، إذ كان يتطلع لها طيلة السنة. شعر عمه بالسوء تجاهه، فجلب له بعض الألعاب النارية، محذرًا إياه بتشغيلها متأخرًا حتى لا يكتشفها والده. وبينما كان في الخارج يستمتع بيوم الاستقلال الخاص به، هاجم المستذئب مارتي، واستطاع مارتي اقتلاع عين الوحش اليسرى بواسطة مجموعة الألعاب النارية. هرب الذئب وتجاهلت الشرطة إبلاغ مارتي لأنهم يبحثون عن قاتل من البشر، لا عن مستذئب. مع استمرار الصيف، استمرت إراقة الدماء عند كل اكتمال للقمر.
جاء الخريف وجاء معه الهالووين. ومن أجل الاحتفال، ذهب مارتي مع أخته للقيام بخدعة أم حلوى. بينما كان في الخارج شاهد الكاهن لو يرتدي عصابة على عينه. على أي حال، لم ينتبه الكاهن له، لأنه كان يغطي وجهه بقناع يودا. لا تحضر عائلة مارتي، المسيحية الكاثوليكية، أي شعائر في كنيسة لو، لذلك لم يستطع مارتي كشف هوية المستذئب في وقت أبكر.
في الأسابيع القادمة، أرسل مارتي رسائل إلى قس الكنسية مجهولة الاسم يسأله فيها لماذا لم يقتل نفسه وينهي الرعب. في ديسمبر، أرسل الرسالة الأخيرة موقعة باسمه. بدون علم الكاهن لو، أقنع مارتي عمه الرافض بطريقة ما لصنع طلقتين فضيتين وقضاء ليلة السنة الجديدة (التي كانت تقع في وقت اكتمال القمر) معه هو وأخته. قبل منتصف الليل تمامًا، اقتحم المستذئب المنزل لقتل مارتي. أطلق مارتي طلقتين فضيتين على المستذئب. بعد قتل الذئب، تغير شكله إلى الكاهن لو، مما صدم جميع الحاضرين بشدة.

## خلفية
ابتدأت الرواية بشكل تقويم من قبل زافيستا مع رسوم توضيحية لرسام القصص المصورة المشهور بيرني رايتسون. يُمثَّل كل شهرٍ برسمة لرايتسون بالتكامل مع المقالة القصيرة لكينغ. وجد كينغ أن حجم المقالة القصيرة والمحدودة جدًا تشكل مشكلة. استمر كينغ برواية قصيرة ونشرتها لاند أوف إينتشامنت في عام 1983، بالتكامل مع الرسوم التوضيحية لرايستون. في ملاحظات المؤلف خلف الرواية، يقر بالحصول على تراخيص فنية مع كل دورة قمرية. على سبيل المثال، إذا كان القمر بدرًا في يوم السنة الجديدة، سيكون بدرًا في المرة التالية يوم عيد الحب، ولكن هذه التواريخ معروفة بنطاق واسع في شهر يناير وفبراير. وقد أوضح أنه قد تم اللجوء إلى هذا لترسخ الأشهر المعنية بوضوح في عقل القارئ.

## وصلات خارجية
- الموقع الرسمي لكينغ (بالإنجليزية)